# Trilema de Münchhausen

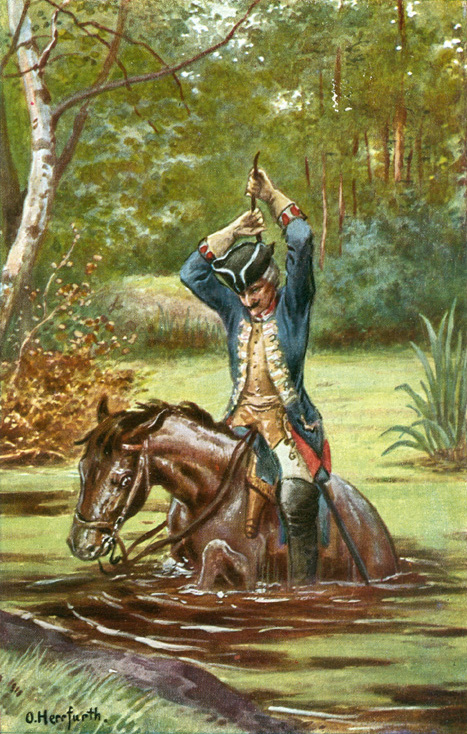
El barón de Munchausen se saca del lodo tirando de su propio pelo.

El trilema de Münchhausen o trilema de Agripa es un ataque a la posibilidad de lograr una justificación última para cualquier proposición, incluso en las ciencias formales como la matemática y la lógica. 
Un trilema es un problema que admite solo tres soluciones, todas las cuales parecen inaceptables. El argumento discurre así: cualquiera que sea la manera en que se justifique una proposición, si lo que se quiere es certeza absoluta, siempre será necesario justificar los medios de la justificación, y luego los medios de esa nueva justificación, etc. Esta simple observación conduce sin escape a una de las siguientes tres alternativas (los tres cuernos del trilema):
- Una regresión infinita de justificaciones: A se justifica por B, B se justifica por C, C se justifica por D, etc. La necesidad de remontarse cada vez más en la búsqueda de fundamentos es un proceso sin fin, irrealizable, que no provee ningún fundamento seguro.
- Un corte arbitrario en el razonamiento: A se justifica por B, B se justifica por C, y C no se justifica. Esta última proposición se puede presentar como de sentido común o como un principio fundamental (postulado o axioma), pero en cualquier caso representaría una suspensión arbitraria del principio de razón suficiente recurriendo a un dogma.
- Una justificación circular: A se justifica por B, B se justifica por C, y C se justifica por A. En el proceso de justificación se recurre a enunciados que ya antes se habían mostrado como enunciados que requieren justificación y, por lo tanto, sin llegar nunca a una justificación segura por ser lógicamente defectuosa.

## Etimología
El término «trilema de Münchhausen» fue acuñado a mediados del siglo XX por el filósofo popperiano Hans Albert y refiere al Barón de Münchhausen, quien decía haber escapado de hundirse en un pantano tirando de sí mismo hacia arriba. Por otra parte, el término más tradicional «trilema de Agripa» es referido por el filósofo griego clásico Diógenes Laercio, y refiere al filósofo escéptico Agripa.

## Ejemplo
Supóngase que Juan sospecha que Venus es el segundo planeta a partir del Sol, pero no está del todo seguro. Para confirmar su sospecha, Juan se dirige al artículo acerca del sistema solar en Wikipedia. Allí lee que Venus es el segundo planeta a partir del Sol, de modo que, al parecer, su creencia ha pasado a estar justificada y, por lo tanto, Juan ahora sabe que Venus es el segundo planeta a partir del Sol. Sin embargo, Juan ha oído hablar acerca de los vándalos en Wikipedia, así que se pregunta si la información en el artículo estará justificada. ¿De dónde provino el texto que acaba de leer? Para responder a esa pregunta, busca en el artículo una nota al pie que indique la fuente de la afirmación. La encuentra, y Juan busca el libro fuente, con la firme intención de verificar la información. Sin embargo, cuando lo hace, Juan se pregunta si la información en ese libro está justificada. ¿De dónde provino? Juan entonces contacta al autor del libro, quien le dice que, efectivamente, Venus es el segundo planeta a partir del Sol. Pero aun así, Juan se pregunta si la creencia del autor estará justificada. ¿Dónde lo leyó? ¿Acaso en Wikipedia? ¿O quizás en otro libro? A fin de cuentas, es muy improbable que él mismo haya hecho las observaciones necesarias para confirmar el dato. Juan entonces compra un telescopio, decidido a confirmar él mismo su creencia. Pero aún entonces, Juan se pregunta si puede confiar en el telescopio, o en los libros que compró para aprender a mirar el cielo nocturno, o incluso en su propia vista.[cita requerida]

## Críticas
En cuanto a prescripciones, la existencia de individuos con intereses hace que todos ellos tengan en sí la prescripción de respetar esos intereses, convirtiéndose dicha prescripción en la causa primera desde la que se originarían las demás prescripciones, pues nadie puede defender la frustración de sus propios intereses sin contradecirse.
Este argumento no tiene en cuenta la tautología como principio de razón suficiente, ya que la propia definición de corte arbitrario en el razonamiento carece de sustento y, como consecuencia, se anula a él mismo.[cita requerida]